# Speleoterapie
Speleoterapie je podpůrná alternativní léčebná metoda pro pacienty s nejrůznějšími typy respiračních onemocnění, jako jsou astma, alergické rýmy, dermorespirační syndrom nebo recidivující katary horních cest dýchacích. K léčení těchto problémů speleoterapie využívá jeskynního klimatu. Speleoterapeutické sanatorium funguje například ve Zlatých Horách ve Slezsku nebo v Moravském krasu.

Speleoterapie se využívá jako doplněk celoroční léčby pacienta, kterou kontroluje jeho ošetřující lékař (většinou příslušný alergolog). Nenahrazuje EBM léčbu.

Podle Cochrane Collaboration nebyly o účinnosti speleoterapie nalezeny žádné důkazy a je zapotřebí dalšího výzkumu.

## Historie
Ve středověku měl být blahodárný jev jeskynního prostředí připisován nadpřirozeným silám, tyto jeskyně byly většinou prohlášeny za poutní místa nebo se staly lázeňskými městy. První písemné zmínky o speleoterapii jsou z 15. století z polských solných dolů Wieliczka.

Počátky moderní speleoterapie spadají do 40. let 20. století. Speleoterapie se začala pro léčbu astmatických chorob provádět v jeskyních Ennepetal, Kluttert a Münstertal
(Německo). [zdroj?] Se speleoterapií, nejen jako doplňkovou metodou, ale jako metodou rehabilitační, je spojován K. H. Spannagel. V roce 1949 zřídil lůžkovou jednotku
v jeskyni Kluttert a využíval ji k léčbě a pozorování pacientů s astmatem.[zdroj?]

První mezinárodní speleoterapeutické sympozium se konalo v roce 1971 v Ennepetalu (Německo), později bylo pořádáno každé 2-4 roky v různých zemích. Na mezinárodním setkání „Interasma'89“ pořádaným Mezinárodní astmatologickou asociací roku 1989 v Praze s Československou asociací astmatologů a astmatoložek České lékařské společnosti J. E. Purkyně - Československé společnosti alergologie a klinické imunologie a Speleoterapeutickou komisí se diskutovalo o vědeckých pracích z oblasti speleoterapie v krasových jeskyních.
V říjnu 1992 na 10. mezinárodním speleoterapeutickém sympoziu v Bad Bleiberug v Korutanech byl založen vědecký výbor, který stanovil směrnice pro fyzikální a chemická měření jeskyních určených pro speleoterapii.

### Stálá komise pro speleoterapii
Stálá komise pro speleoterapii byla založena v roce 1969 německým lékařem K. H. Spannagelem. Vznikla při nevládní organizaci a konzultativním členu UNESCO – Mezinárodní speleologické unii (Unio Internationale de Spéléologie, UIS). Sdružuje odborníky přírodních i lékařských věd z 32 center z České republiky, Francie, Gruzie, Itálie, Kirgistánu, Maďarska, Polska, Rakouska, Rumunska, Ruska, Řecka, Slovenska, Slovinska a Ukrajiny. Vypracovala počáteční kvalitativní i
kvantitativní normy pro léčebné využití přírodních zdrojů podzemního prostředí a přispěla tak k rozvoji vědeckého výzkumu a aplikace speleoterapii.

### Speleoterapie v ČR
První speleoterapii v ČSSR provedl Mgr. Štefan Roda na Slovensku v jeskyni Tombašek ve Vysokých Tatrách (r. 1969). V letech 1973–1976 lékařky Timová a Valtrová z Dětské kliniky v Banské Bystrici léčily speleoterapií dětské astmatiky s příznivými výsledky, které publikovaly v odborné medicínské literatuře. Od roku 1981 do roku 1985 se stala speleoterapie předmětem oficiálních vědecko-výzkumných úkolů, řešených v kompetenci ministerstva zdravotnictví a Geografického ústavu Československé akademie věd. Roku 1985 byla speleoterapie uznána jako oficiální klimatická léčebná metoda.
Podle předsedy stálé komise pro speleoterapii Mezinárodní speleologické unie prof. MUDr. Svetozára Dluholuckého je speleoterapie „přírodním způsobem léčby astmatu a alergií, který by bylo hříchem nevyužít“. Ten od roku 1974 vedl výzkum v Bystrianské jeskyni, podle kterého došlo k pětinásobnému poklesu respiračních onemocnění a astmatu u sledovaných dětí. V roce 1997 prováděl další výzkum na 111 astmatických dětech se stejnými výsledky. Alergologové a imunologové ale zůstávají skeptičtí.
V České republice jsou dvě speleoterapeutická centra: Dětská léčebna v Ostrově u Macochy a Dětská léčebna respiračních onemocnění ve Zlatých Horách. Dětská ozdravovna v Mladči-Vojtěchově byla uzavřena roku 2014.

### Mezinárodní sympozia
- 2008 - XIII. mezinárodní sympozium o speleoterapii, 23. až 25. října v Blansku.
- 2012 - XIV. mezinárodní sympozium o speleoterapii ve dnech 4. až 6. října v Turdě (župa Kluž, Rumunsko), se 143 účastníky z 11 různých zemí.
- 2013 - Speleoterapeutické sympozium v rámci Mezinárodního speleologického kongresu UIS v Brně.
- 2014 - XV. mezinárodní sympozium o speleoterapii ve dnech 23. až 25. října ve Wieliczce v Polsku.
- 2011 - Národní konference o speleoterapii v Turdě, pořádaná Národním institutem rehabilitace, tělovýchovného lékařství a balneoklimatologie, v Bukurešti v Rumunsku a Výkonnou jednotkou pro financování vysokého školství, výzkumu, vývoje a inovací (UEFISCDI) - Ministerstvo školství, výzkumu, cestovního ruchu a sportu (MECTS), věnovaná výsledkům projektu 2550 (smlouva o financování 42120/2008-2012 Národního plánu výzkumu, vývoje a inovací z Rumunska).
- Konference speleoterapie v Solotvině na Ukrajině v letech 2013, 2015.
- Semináře ve Wieliczce v Polsku v letech 2013, 2014.
- 2016 - Pracovní setkání v Turdě, Rumunsko, za účasti odborníků v oblasti speleoterapie a hornické turistiky z Wieliczky, Polsko.

## Metoda

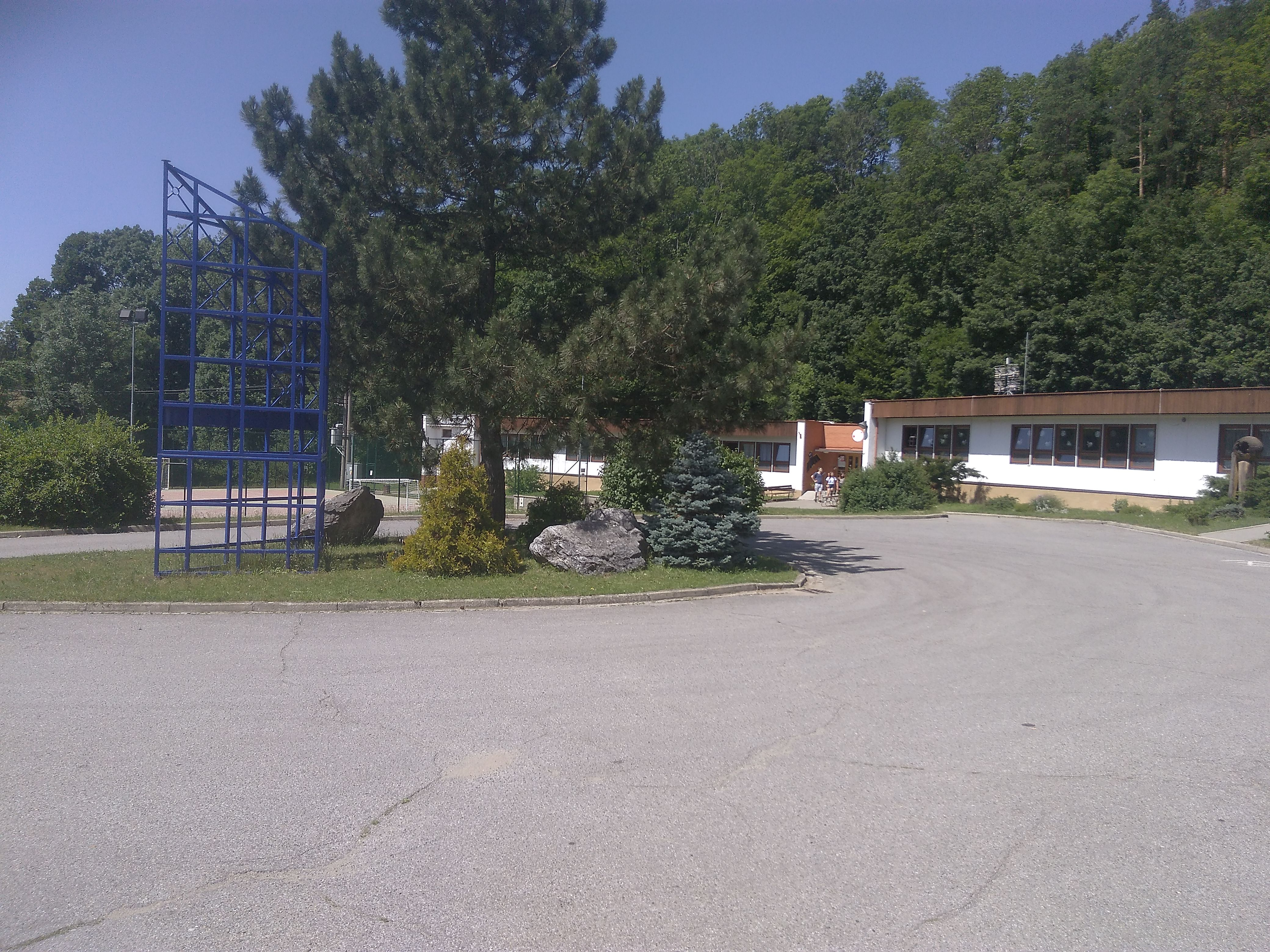
Budova dětské léčebny se speleoterapií v Ostrově u Macochy

Některé parametry podzemního prostředí mají mít pozitivní vliv zejména na imunitní systém člověka. Má se jednat především o ionizované ovzduší, radioaktivita, geomagnetismus, biotické a abiotické alergeny, vysoká vlhkost a aerosol obsahující prvky matečných hornin. Prostředí jeskyň má poměrně nízkou hodnotu pH a nachází se v něm
přirozený aerosol s obsahem řady iontů ovlivňujícím sliznice dýchacích cest. Inhalace negativně ionizovaného vzduchu zvyšuje mukociliální aktivitu a tím čisticí schopnost dýchacích cest.

Hlavní účinek speleoterapie má spočívat v příznivém ovlivňování stavů se sníženou imunitou a alergických onemocnění. Tato metoda nenahrazuje medikamenty, ale doplňuje komplexní léčbu v dlouhodobém léčebném plánu stanovenou ošetřujícím lékařem. Její účinek spočívá ve snížení dávek medikamentů, a v některých případech dokonce i jejich úplném vynechání.
Speleoterapie je soubor rehabilitačních, dechových a komplexních cvičení, která nemá nahrazovat léčbu, ale má být podpůrným prostředkem.

Podle ředitele Dětské léčebny v Ostrově u Macochy Pavla Slavíka je to:
- Pobyt v jeskyni
- Odborná rehabilitace – cvičení pro astmatiky spojené s dechovou gymnastikou
- Rekondiční programy – sportovní rekondice a dovednost, obratnost a vytrvalost
- Reedukační programy – správná hygiena, režim, oblékání, náhled na vlastní zdravotní stav, vztah ke sportu a pohybu
- Výchova a psychoterapie – vztah k přírodě, vztah ke zdraví, odstraňování úzkosti, nejistoty, agresivity

## Výzkum
Doc. Horymír Malota vedl výzkumný tým, který testoval v letech 1985–1987 pacienty speleoterapeutické ozdravovny v Mladči a dospěl ke klinicky ověřenému poznání, „že jednotlivé faktory podzemního prostředí, resp. jejich komplex spjatý vnitřními i vnějšími interakcemi, stimulují a modulují přímo imunitní systém lidského organismu. Potvrdil, že opakovaný pobyt v podzemním prostředí sám o sobě - bez použití antiastmatických, antihistaminových či imunomodulačních farmaceutických preparátů- vyvolává u sekrečního a lymfálního lysozomu a imunoglobinů pozitivní a již po několika dnech pobytu měřitelné změny v takové míře, jaké nelze dosáhnout žádným z existujících umělých imunomodulátorů.“
Některé faktory charakterizující jeskynní endoklima jsou sporné. V jeskynním aerosolu sice teoreticky může být vysoký obsah Ca a Mg iontů, ale prakticky se v dosud známých léčebných lokalitách nevyskytuje, koncentrace Ca a Mg je všude stejná jako v okolním vzduchu. Bylo prokázáno, že koncentrace Ca a Mg v jeskynním ovzduší nejsou
tak významně zvýšeny, aby mohly být považovány za léčebný faktor.

Sporná je i zvýšená koncentrace CO2, či nepřítomnost alergenů v jeskyni (výskyt některých plísní ve velmi malém množství), nebo nepřítomnost ozonu.
Podle Cochrane Collaboration kritéria pro zařazení do metastudie z roku 2001 splnily tři studie zahrnující celkem 124 dětí s astmatem, ale pouze jedna studie měla přiměřenou metodologickou kvalitu. Dvě studie uváděly, že speleoterapie měla příznivý krátkodobý účinek na funkci plic. Ostatní výsledky nebylo možné spolehlivě vyhodnotit. Vzhledem k malému počtu studií nelze na základě dostupných důkazů učinit spolehlivý závěr o tom, zda jsou speleoterapeutické intervence účinné při léčbě chronického astmatu. Je třeba provést randomizované kontrolované studie s dlouhodobým sledováním.

O účinnosti speleoterapie nebyly nalezeny žádné důkazy z randomizovaných kontrolovaných studií a je zapotřebí dalšího výzkumu.
Podle rumunského systematického přehledu z roku 2017 je speleoterapie je cennou léčebnou metodou astmatu a dalších respiračních problémů, ale v mezinárodních databázích se nachází pouze několik studií, což odráží specifičnost této oblasti. Na druhou stranu základní studie na laboratorních zvířatech a na buněčných kulturách in vitro prokázaly účinnost a užitečnost speleoterapie.